# Arrondissement Quimper
Quimper is een arrondissement van het Franse departement Finistère in de regio Bretagne. De onderprefectuur is Quimper.

## Kantons
Het arrondissement was tot 2014 samengesteld uit de volgende kantons:
- Kanton Arzano
- Kanton Bannalec
- Kanton Briec
- Kanton Concarneau
- Kanton Douarnenez
- Kanton Fouesnant
- Kanton Guilvinec
- Kanton Plogastel-Saint-Germain
- Kanton Pont-Aven
- Kanton Pont-Croix
- Kanton Pont-l'Abbé
- Kanton Quimper-1
- Kanton Quimper-2
- Kanton Quimper-3
- Kanton Quimperlé
- Kanton Rosporden
- Kanton Scaër

Na de herindeling van de kantons door het decreet van 13 februari 2014, met uitwerking op 22 maart 2015, omvat het volgende kantons:
- Kanton Briec (deel: 5/18)
- Kanton Concarneau
- Kanton Crozon (deel: 1/18)
- Kanton Douarnenez (deel: 15/16)
- Kanton Fouesnant
- Kanton Moëlan-sur-Mer
- Kanton Plonéour-Lanvern
- Kanton Pont-l'Abbé
- Kanton Quimper-1 (deel: 6/7)
- Kanton Quimper-2
- Kanton Quimperlé